# Combat de Riez
Pour les articles homonymes, voir Riez (homonymie).
Rébellions huguenotes
Batailles
Guerres de Religion en France
Prélude
- Mérindol (1545)
- Amboise (1560)
- Colloque de Poissy (1561)

Première guerre de Religion (1562-1563)
- Édit de Saint-Germain (1562)
- Massacre de Wassy (1562)
- Toulouse (1562)
- Vergt (1562)
- Rouen (1562)
- Dreux (1562)
- Orléans (1563)
- Paix d'Amboise (1563)

Deuxième guerre de Religion (1567-1568)
- Surprise de Meaux (1567)
- Michelade (1567)
- Saint-Denis (1567)
- Chartres (1568)
- Paix de Longjumeau (1568)

Troisième guerre de Religion (1568-1570)
- Jarnac (1569)
- La Roche-l'Abeille (1569)
- Poitiers (1569)
- Orthez (1569)
- Montcontour (1569)
- Saint-Jean-d'Angély (1569)
- Arnay-le-Duc (1570)
- Rabastens (1570)
- Paix de Saint-Germain-en-Laye (1570)

Quatrième guerre de Religion (1572-1573)
- Saint-Barthélemy (1572)
- Sancerre (1572-1573)
- Sommières (1573)
- La Rochelle (1573)

Cinquième guerre de Religion (1574-1576)
- Dormans (1575)
- Édit de Beaulieu (1576)

Sixième guerre de Religion (1577)
- Paix de Bergerac (1577)
- Édit de Poitiers (1577)

Septième guerre de Religion (1579-1580)
- Traité de Nérac (1579)
- Paix du Fleix (1580)

Huitième guerre de Religion (1585-1598) 
Guerre des Trois Henri

- Traité de Joinville (1584)
- Édit de Nemours (1585)
- Jarrie (1587)
- Coutras (1587)
- Vimory (1587)
- Auneau (1587)
- Journée des Barricades (1588)
- Arques (1589)
- Ivry (1590)
- Paris (1590)
- Journée des Farines (1591)
- Chartes (1591)
- Poncharra (1591)
- Châtillon (1591)
- Rouen (1591-1592)
- Craon (1592)
- Port-Ringeard (1593)
- Fort Crozon (1594)
- Fontaine-Française (1595)
- Doullens (1595)
- Amiens (1597)
- Édit de Nantes (1598)

Rébellions huguenotes (1621-1629)
- Saumur (1621)
- Saint-Jean-d'Angély (1621)
- La Rochelle (1621)
- Montauban (1621)
- Riez (1622)
- Royan (1622)
- Sainte-Foy (1622)
- Nègrepelisse (1622)
- Saint-Antonin (1622)
- Montpellier (1622)
- Saint-Martin-de-Ré (1622)
- Traité de Montpellier (1622)
- Blavet (1625)
- Île de Ré (1625)
- Traité de Paris (1626)
- Saint-Martin-de-Ré (1627)
- La Rochelle (1627-1628)
- Privas (1629)
- Alès (1629)
- Montauban (1629)
- Paix d'Alès (1629)

Révocation de l'édit de Nantes (1685)
Le combat de Riez appelé à l'époque bataille de l'île de Rié était une expédition militaire, réalisée par le roi Louis XIII, en 1622, contre une concentration de troupes huguenotes située dans l'île de Riez, commandée par Benjamin de Rohan, seigneur de Soubise.

## Préambule
Au début de 1622, en dépit des troupes royales commandées par le duc d'Epernon, Saint-Luc et La Rochefoucault, Benjamin de Rohan seigneur de Soubise avait soulevé le pays nantais, fortifié l'île d'Oléron, pris Saujon, la tour de Mornac, Royan, Blaye, le Médoc, le château de Chaume et occupé les Sables-d'Olonne.
Les protestants ayant causé en Bas-Poitou une telle épouvante, le roi Louis XIII quitte Paris le 20 mars 1622, et débarque à Nantes le 10 avril.
Ayant appris que le seigneur de Soubise avait pris position au nord des Sables-d'Olonne, dans l'île de Riez, avec 7 000 hommes, 700 chevaux et 7 canons, il réunit, le 13 avril, son armée royale à Legé, au sud de Nantes, et décide de marcher contre les forces huguenotes.
Pendant que les huguenots entassent sur 14 vaisseaux, à Saint-Gilles et à Croix-de-Vie, leur énorme butin fait en Poitou, le Prince de Condé fait marcher l'armée royale en ordre de bataille.

## L'approche

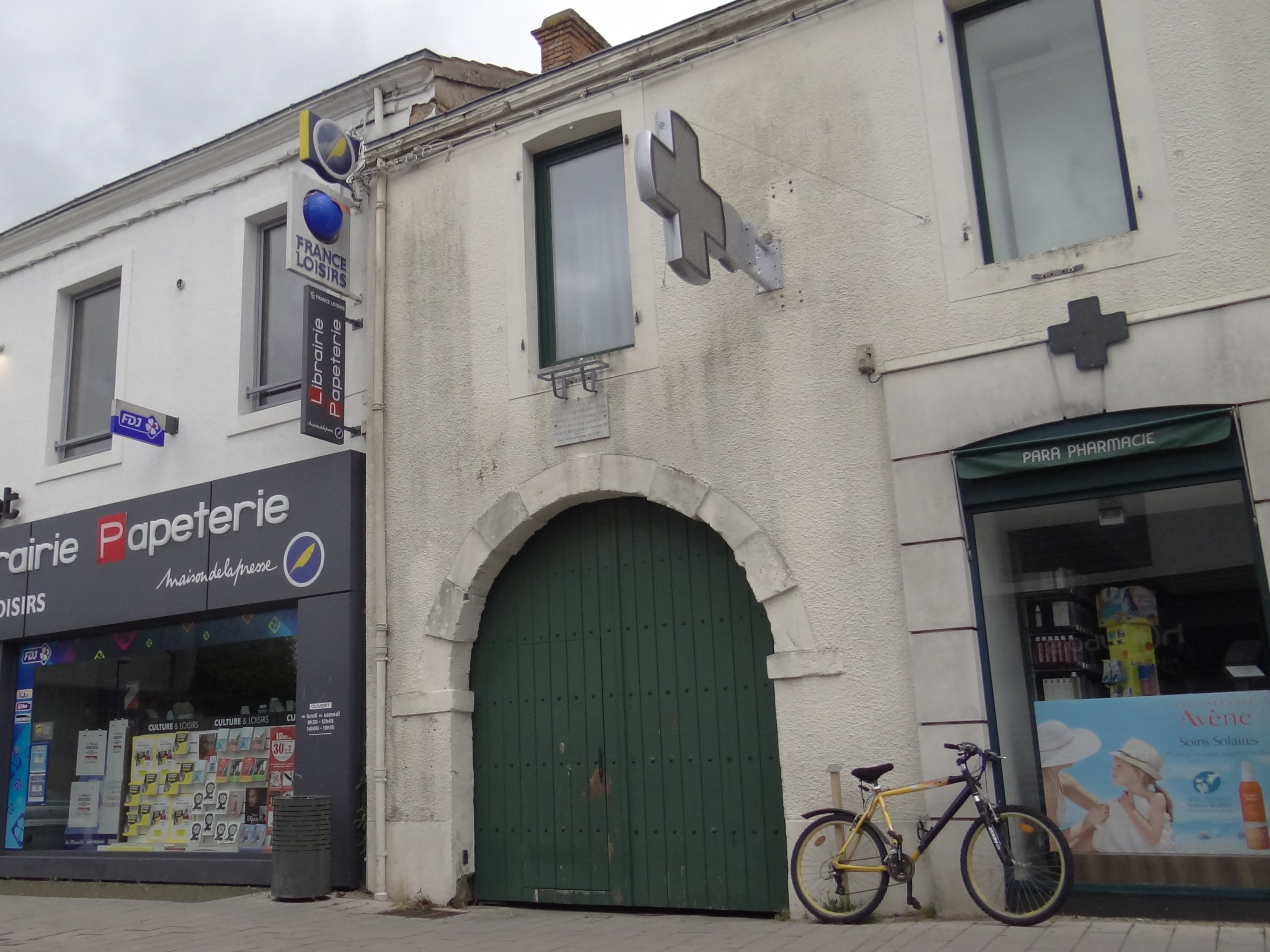
Maison avec porche à Challans, ancienne auberge où coucha Louis XIII avant la bataille.

Le 14 avril, lorsque le maréchal de camp Marillac arriva à Challans, il fut averti par les habitants de l'île du Perrier, séparée de l'île de Riez par le canal de Besse et le pont d'Orouët, que les protestants étaient dans les parages. Il s'engagea, avec 50 carabins et 30 gentilshommes, en direction du Perrier pour effectuer une reconnaissance. Il trouva le pont d'Orouët attaqué par les soldats de Soubise et défendu par les paysans du Perrier. Les carabins soutinrent les paysans et les protestants ralentirent leur attaque.
Le Roi, arrivé à Challans, envoie le maréchal de Vitry, avec 14 compagnies du régiment des Gardes françaises, en renfort afin de conserver la possession de l'île du Perrier.
Le 15 avril, Louis XIII se loge, avec ses principaux officiers dans quinze maisons du bourg du Perrier et fait rassembler son armée dans l'île. Il envoie la cavalerie à Saint-Jean-de-Monts et résout de passer à marée basse avec toute l'armée pour attaquer les huguenots à la pointe du jour.

## Ordre de bataille
L'ordre de bataille fut rédigé par François de Bassompierre :
« Rendez-vous des troupes à 10 heures du soir. L'infanterie en bataille dans la plaine qui est à main gauche du logis du Roi :
- En tête 5 bataillons des Gardes françaises formés en losange.
- Derrière les Suisses en 2 gros bataillons.
- Ensuite 2 bataillons de Normandie.
- Et les 3 bataillons de Navarre.

À main droite du logis du Roi la cavalerie en 7 cornettes :
- En avant les carabins d'Esplans.
- Puis la compagnie de Châteaubriant, les chevau-légers de la Garde et la gendarmerie.
- puis un escadron mixte de 50 chevau-légers et 50 gendarmes.
- Derrière celui-ci la noblesse de la Reine-mère avec les volontaires.
- Finalement la compagnie de chevau-légers du duc de Guise.

Condé, lieutenant général de l'armée, menait l'avant-garde, composée des carabins, des chevau-légers et des Gardes françaises.
Le Roi commandait le corps où était la gendarmerie et les Suisses.
Le comte de Soissons, l'arrière-garde avec Normandie et Navarre. »
Autres régiments
- Régiment d'Estissac
- Régiment de Saint-Vincent
- Régiment de Vitry

## Le combat
Le 16 avril à minuit, profitant de la marée basse, 7 000 fantassins avaient franchi la Besse à gué depuis l'île de Monts et campaient dans l'île de Riez. Le roi était à leur tête. Toute retraite était impossible avant la basse mer suivante. Vers 4h00 du matin, les troupes royales marchent à l'ennemi sur une seule ligne sur deux lieues. Les protestants n'attendent pas le choc ; leur chef Benjamin de Rohan s'enfuit à cheval parmi les premiers suivi de 30 cavaliers. Abandonnés, ceux de ses hommes qui peuvent se réfugier sur les vaisseaux ou dans Croix-de-Vie mettent bas les armes en demandant miséricorde, mais en vain. Les chroniques de l'époque reconnaissent 1 500 huguenots tués de sang-froid, mais aujourd'hui les historiens font monter ce nombre à 4 000. 1 500 sont faits prisonniers et envoyés immédiatement aux galères.
Benjamin de Rohan n'a pu sauver que 30 cavaliers et 400 fantassins ont réussi à s'échapper par leurs propres moyens. Ceux qui ne sont pas faits prisonniers sont tués par les soldats de La Rochefoucauld et surtout par les paysans pour se venger du pillage qu'ils avaient subi deux jours auparavant. 150 gentilshommes rebelles sont faits prisonniers avec les sept canons de fonte, les drapeaux et les bagages.
Après cette victoire acquise avant midi, le Roi dîne à Saint-Gilles et se rend au château d'Apremont où il passe la nuit suivante.

## Conséquence
Le Bas-Poitou était désormais vidé de tous les huguenots, mais ils restaient toutefois en rébellion de La Rochelle à Aigues-Mortes et dans le Midi. Le Roi ne voulant rentrer à Paris qu'après avoir pacifié son royaume, il résout d'entreprendre le voyage. Il garde le commandement de sa petite armée et fait 294 lieues, qui le mènent de Nantes à Montpellier.
Après deux jours de repos, l'armée royale se dirige, le 19 avril, vers Niort, par Aizenay, La Roche-sur-Yon, Sainte-Hermine et Fontenay-le-Comte où le Roi arrive le 23 avril. Il en part le 27 pour assiéger Royan qui fermait à ses vaisseaux l'entrée de la Gironde. Il fait étape à Chizé, Saint-Jean-d'Angély, Saintes où il reste deux jours, Saujon et arrive à Royan qui est investie le 4 mai.

### Sources et bibliographie
- Colonel Édouard Hardy de Périni, Batailles françaises, vol. 3
- Patrick Avrillas, Louis XIII et la bataille de l'isle de Rié, 1622 : les armes victorieuses de la monarchie absolue, Geste éditions, 2013
- Eudore Soulié et Édouard de Barthélemy, Journal de Jean Héroard sur l'enfance et la jeunesse de Louis XIII, Paris, Firmin Didot, 1868, 456 p.